# Samuel Quicchelberg

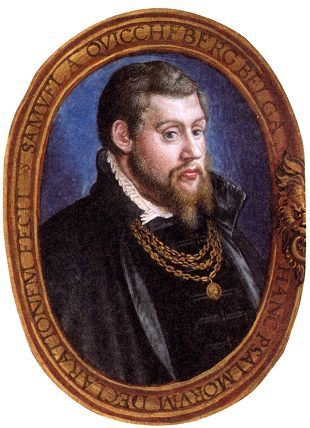
Porträt von Samuel Quicchelberg (Hans Mielich, ca. 1556)

Der Arzt und Bibliothekar Samuel Quicchelberg (* 1529 in Antwerpen; † 1567 in München), auch Qui(c)cheberg oder Quicke(l)berg geschrieben war der Begründer der Museologie in Deutschland. Er war kunstwissenschaftlicher Berater von Albrecht V. von Bayern.
Sein Traktat Inscriptiones vel Tituli Theatri Amplissimi (1565) bezieht sich hauptsächlich auf die Münchner Kunstkammer, die zur selben Zeit entstand. Er beschreibt in dem Traktat ein Konzept für ein ideales Museum („Theatrum“), dabei bezog er Anregungen aus der Arbeit des Theaterwissenschaftlers Giulio Camillo, der in seiner L’idea del theatro (Florenz 1550) versucht hatte, ein mnemotechnisches System zu schaffen, nach dem man sich „an alle Dinge der Welt“ gleichzeitig erinnern könne.
Seine wichtigste Idee bestand jedoch darin, die Bedeutung der Kunst- und Wunderkammern für die Bildung darzulegen.
Quicchelberg arbeitete auch als Bibliothekar in der Bibliothek Johann Jakob Fuggers. Als Herzog Albrecht V. im Jahr 1571 diese Bibliothek für seine Münchner Hofbibliothek ankaufte, wurden der Bibliothekar Quicchelberg und dessen Systematik mitübernommen.